# Avesnes-lès-Bapaume
Avesnes-lès-Bapaume é uma comuna francesa na região administrativa de Altos da França, no departamento de Pas-de-Calais. Estende-se por uma área de 3,09 km². Em 2010 a comuna tinha 167 habitantes (densidade: 54 hab./km²).